# Nötholmen (Dalälven)
Nötholmen est une île de la Suède située dans le comté de Dalécarlie.

## Description
Il s'agit d'une île inhabitée d'une superficie de 5 hectares située entre les villages de Backa (sv) à l'ouest, et de Rensbo à l'est.
Le nom de l'île est composé des mots suédois nöt, qui peut avoir plusieurs sens (« bétail, bœuf, taureau, bête, idiot, etc. »), et holme (« île, îlot »).